# Cossinia (cràter)
Cossinia és un cràter amb coordenades planetocèntriques de 2.39 ° de latitud nord i 180.35 ° de longitud est, sobre la superfície de l'asteroide del cinturó principal (4) Vesta. Fa 15.72 de diàmetre. El nom fa referència a una verge vestal romana, i va ser adoptat com a oficial per la UAI el 5 de febrer de 2014.